# Chester (villa)
Chester es una villa ubicado en el condado de Orange en el estado estadounidense de Nueva York. En el año 2000 tenía una población de 3,445 habitantes y una densidad poblacional de 629 personas por km².

## Geografía
Según la Oficina del Censo, la ciudad tiene un área total de 5 km² (1,9 mi²), de la cual 5 km² (1,9 mi²) es tierra y 0 km² (0 mi²) (0%) es agua.

## Demografía
Según la Oficina del Censo en 2000 los ingresos medios por hogar en la localidad eran de $55,417, y los ingresos medios por familia eran $65,321. Los hombres tenían unos ingresos medios de $47,386 frente a los $31,957 para las mujeres. La renta per cápita para la localidad era de $24,960. Alrededor del 7.7% de la población estaban por debajo del umbral de pobreza.